# Аричча близ Рима
«Аричча близ Рима» — картина русского художника Михаила Ивановича Лебедева, написанная им примерно за год до смерти в возрасте 25 лет. Самая знаменитая из его работ. Это один из итальянских пейзажей художника, путешествовавшего по Италии в качестве пенсионера Академии художеств. Полотно выставлено в 16-м зале Государственного Русского музея в Санкт-Петербурге.
Картина отличается плотностью и глубиной красок. Она написана тонко и пластически выразительно. Художник строит пейзаж на контрастном сопоставлении ярких пятен света на земле и листве и тени густых лесных зарослей. По аллее вдоль поросшего кустарником оврага неспешно идёт крестьянка. Её красное платье перекликается цветом с растущими вокруг маками. На переднем плане изображён могучий дуб с раскидистой кроной, который словно обрамляет открывающийся вдали вид на город. Аричча — небольшой городок между озёрами Альбано и Неми. В первой половине XIX века, когда его посетил художник, там жило всего около полутора тысяч человек. Он расположен на месте селения Ариция доримской эпохи. На заднем плане изображена церковь Санта-Мария-дель-Асунсьоне, построенная по проекту Джованни Лоренцо Бернини.
В этом романтическом пейзаже отразился живой интерес Лебедева к яркой природе, архитектуре и простому народу Италии.